# Osvaldo Cruz (kommun)
Osvaldo Cruz är en kommun i Brasilien.   Den ligger i delstaten São Paulo, i den södra delen av landet, 700 km söder om huvudstaden Brasília. Antalet invånare är 30 917.
Följande samhällen finns i Osvaldo Cruz:
- Osvaldo Cruz

Omgivningarna runt Osvaldo Cruz är huvudsakligen savann. Runt Osvaldo Cruz är det ganska glesbefolkat, med 27 invånare per kvadratkilometer.